# Rhododendron retusum
Rhododendron retusum là một loài thực vật có hoa trong họ Thạch nam. Loài này được (Blume) Benn. miêu tả khoa học đầu tiên năm 1838.